# Os Três Palhaços e o Menino
Os Três Palhaços e o Menino é um filme brasileiro de 1983, do gênero infantil, dirigido por Milton Alencar Junior, roteiro de Ary Leite e Clovis Bueno e produção de Tadeu Gomes Fernandes.

## Sinopse
Os três palhaços trabalham num circo, cujo dono é também chefe de uma gangue de bandidos. Os bandidos raptam um menino filho do homem mais rico da localidade e o escondem no trem-fantasma do circo. Mas a irmã do menino pede auxílio aos três palhaços que são, na verdade, três destemidos defensores da lei e que após muitas peripécias, conseguem salvar o menino e sua irmã, além de prender os bandidos.

## Elenco
- Ary Leite - Jujuba
- Rosana Garcia - Susan
- Carmem Palhares
- Henrique Pires - Curió
- Tadeu Filho - Nuno
- Ted Boy Marino - Gringo
- Jayme Filho
- Zico
- Roberto Guilherme
- Helber Rangel
- Ibanez Filho
- Valentim Anderson

## Trilha Sonora
- Carlos Papel
- Beto Prado